# Ondřej Malec
Ondřej Malec (* 16. srpna 1991, Dolní Heřmanice) je bývalý český lední hokejista, hrající na pozici útočníka, který odehrál celkem 331 utkání v první lize za HC Dukla Jihlava a SK Horácká Slavia Třebíč, včetně play off.

## Hráčská kariéra
Malec začínal v mládežnických kategoriích HC Dukla Jihlava, kde se postupně vypracoval až do seniorského prvoligového týmu, v němž debutoval sezóně 2012/2013. V sezónách 2015/2016 a 2016/2017 měl střídavé starty v druholigovém SKLH Žďár nad Sázavou, kde odehrál několik zápasů již v roce 2011. V letech 2016–2020 hrál za SK Horácká Slavia Třebíč a od předčasně ukončené sezóny 2020/2021 hrál za druholigový klub HHK Velké Meziříčí, kde zároveň trénoval mládež. Svůj poslední zápas, ke kterému nastoupil 1. října 2022, nedohrál.

## Statistiky

### Klubová kariéra
| Sezóna          | Klub                     | Soutěž          | Zápasy | Góly | Asistence | Body | TM  |
| --------------- | ------------------------ | --------------- | ------ | ---- | --------- | ---- | --- |
| 2010/11         | SKLH Žďár nad Sázavou    | 2. liga         | 4      | 0    | 0         | 0    | 22  |
| 2011/12         | Tatranskí Vlci           | MHL             | 58     | 6    | 4         | 10   | 77  |
| 2012/13         | HC Dukla Jihlava         | 1. liga         | 47     | 10   | 8         | 18   | 76  |
| 2013/14         | HC Dukla Jihlava         | 1. liga         | 35     | 7    | 3         | 10   | 126 |
| 2014/15         | HC Dukla Jihlava         | 1. liga         | 35     | 7    | 3         | 10   | 20  |
| 2015/16         | HC Dukla Jihlava         | 1. liga         | 27     | 1    | 5         | 6    | 10  |
| 2015/16         | SKLH Žďár nad Sázavou    | 2. liga         | 9      | 2    | 3         | 5    | 10  |
| 2016/17         | SK Horácká Slavia Třebíč | 1. liga         | 29     | 5    | 4         | 9    | 37  |
| 2016/17         | SKLH Žďár nad Sázavou    | 2. liga         | 8      | 3    | 6         | 9    | 14  |
| 2017/18         | SK Horácká Slavia Třebíč | 1. liga         | 41     | 3    | 7         | 10   | 36  |
| 2018/19         | SK Horácká Slavia Třebíč | 1. liga         | 42     | 3    | 5         | 8    | 42  |
| 2019/20         | SK Horácká Slavia Třebíč | 1. liga         | 48     | 4    | 6         | 10   | 49  |
| 2020/21         | HHK Velké Meziříčí       | 2. liga         | 2      | 0    | 5         | 5    | 2   |
| 2021/22         | HHK Velké Meziříčí       | 2. liga         | 38     | 30   | 13        | 43   | 51  |
| 2022/23         | HHK Velké Meziříčí       | 2. liga         | 3      | 0    | 0         | 0    | 2   |
| 1. liga celkově | 1. liga celkově          | 1. liga celkově | 304    | 40   | 41        | 81   | 396 |
| 2. liga celkově | 2. liga celkově          | 2. liga celkově | 64     | 35   | 27        | 62   | 101 |